# Kaba, Madžarska
Kaba je mesto na Madžarskem, ki upravno spada pod podregijo Püspökladányi Županije Hajdú-Bihar.